# 60 Dywizja Piechoty (III Rzesza)
60 Dywizja Piechoty (niem. 60. Infanterie-Division) – niemiecka dywizja z czasów II wojny światowej, uczestniczyła w agresji na Francję i Jugosławię oraz w ataku na Związek Radziecki. Zniszczona w Stalingradzie. 

## Formowanie i walki
Sformowana na mocy rozkazu z 15 października 1939, w Gdańsku w XX Okręgu Wojskowym. Powstała z Erhard Brigade Danzig.
Dywizja brała udział w kampanii francuskiej w 1940. Jesienią tego samego została przeniesiona na poligon Gross-Born i przekształcona w jednostkę zmotoryzowaną. W 1941 znalazła się w Rumunii i następnie brała udział w ataku na Jugosławię. Od 22 czerwca 1941 walczyła na terenie ZSRR, kolejno pod Żytomierzem, Humaniem, Kijowem, Rostowem i Charkowem. Szlak bojowy zakończyła w kotle stalingradzkim w ramach 6 Armii, gdzie została zniszczona, a niedobitki poddały się 1 lutego 1943 Armii Czerwonej. 
60 Dywizję utworzono ponownie 17 lutego w okupowanej Francji i w maju przemianowano na Dywizję Grenadierów Pancernych Feldherrnhalle.

## Dowódcy dywizji
- gen. por. Friedrich-Georg Eberhardt (od 15 października 1939)
- gen. por. Otto Kohlermann (od 15 maja 1942)
- gen. mjr Hans-Adolf von Arenstorff (od listopada 1942 do 1 lutego 1943)

## Struktura organizacyjna
- Skład w listopadzie 1939:

92., 243. i 244. pułk piechoty, 160. pułk artylerii (sztab 703. pułku artylerii do zadań specjalnych, 761. dywizjon artylerii ciężkiej), 160. batalion pionierów, 160. oddział rozpoznawczy, 160. oddział przeciwpancerny, 160. oddział łączności, 160. polowy batalion zapasowy;
- Skład w kwietniu 1940:

92., 243. i 244. pułk piechoty, 160. pułk artylerii, 160. batalion pionierów, 160. oddział rozpoznawczy, 160. oddział przeciwpancerny, 160. oddział łączności, 160. polowy batalion zapasowy;